# Slánský kraj

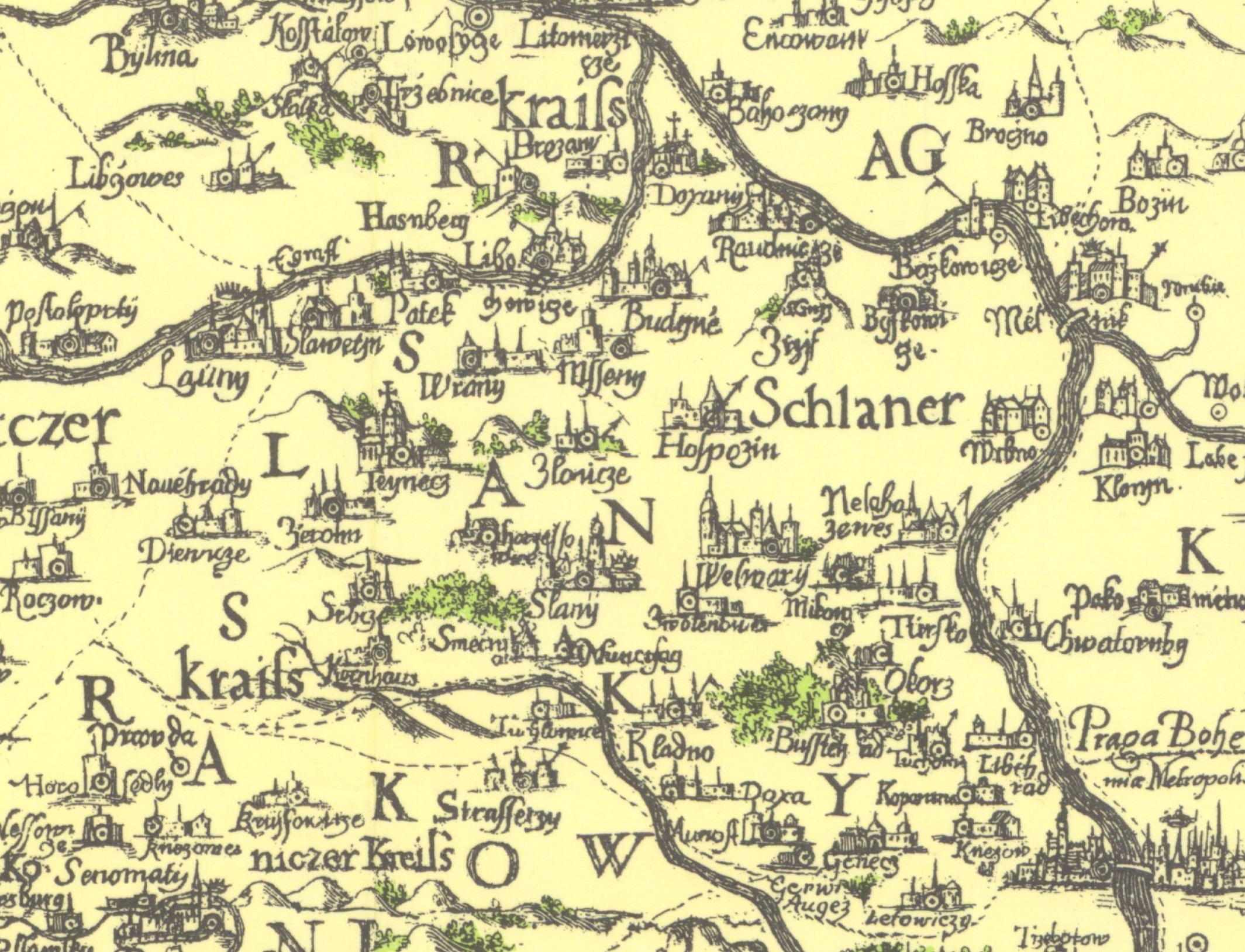
Nejstarší vyobrazení Slánského kraje na Aretinově mapě (1619)

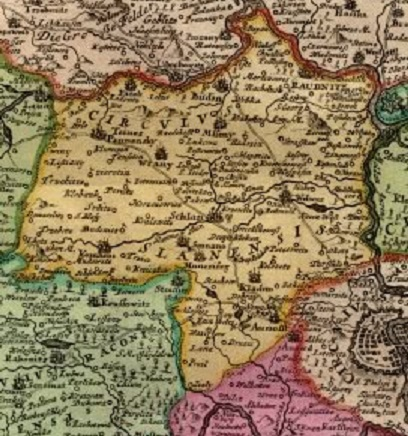
Slánský kraj na Vogtově mapě (1712)

Slánský kraj je historickým správním celkem České země. Existoval od 13. do 18. století a nazýval se podle svého střediska, královského města Slaný. Rozkládal se ve středních Čechách severozápadně od Prahy, ze severu byl vymezen řekou Ohří a z východu Labem a Vltavou. Z hlediska dnešního správního členění tvoří území Slánského kraje severozápadní část Středočeského kraje a přilehlý okraj kraje Ústeckého.

## Historie
Počátky existence Slánského kraje spadají do druhé poloviny 13. století, kdy Přemysl Otakar II. původní hradské zřízení nahradil krajským zřízením. Původní trhová osada Slaný vznikla v období raného středověku, nejspíše již v 11. století, při důležité obchodní stezce vedoucí z Prahy do Saska, kterou zde protínají další vnitrozemské cesty. Přestože nepatřila mezi významná zeměpanská hradiště, nacházely se zde některé lokální knížecí úřady mj. soudní instance.
Při solním sčítání v roce 1702 bylo zjištěno ve Slánském kraji 32 648 křesťanů a 141 židů, dohromady tedy 32 789 obyvatel nad 10 let. Reformou v roce 1714 byly Slánský a Rakovnický kraj sloučeny do nového Rakovnického kraje se sídlem nejprve v Praze, od roku 1788 v městě Slaném. Kraj se přesto stále nazýval rakovnický a byl zrušen roku 1849.

## Významní hejtmané
- okolo roku 1565 David Boryně ze Lhoty[2]
- okolo roku 1586 Matyáš Štampach ze Štampachu[3]
- okolo roku 1604 Jan Adam z Roupova[4]
- okolo roku 1659 František Adam Eusebius Žďárský[5]
- okolo roku 1673 Matěj Ondřej Hartman z Klarštejna[6]

## Sídla v kraji v 17. století
Místa v kraji Slánském z roku 1654, označená v berní rule tohoto kraje jako města a městečka.

### Města
| Jméno města        | stav                                                | obyvatel roku 1702 (nad 10 let) | počet budov roku 1830 | obyvatelstvo přítomné roku 1830 | obyvatelstvo domácí roku 1830 |
| ------------------ | --------------------------------------------------- | ------------------------------- | --------------------- | ------------------------------- | ----------------------------- |
| Slaný              | krajské město                                       | 798                             | 454                   | 3576                            | 3590                          |
| Roudnice nad Labem | poddanské, panské město, panství Roudnice nad Labem | 735                             | 230                   | 1468                            | 1482                          |
| Velvary            | královské město pod protekcí nej. purkrabství       |                                 | 191                   | 1123                            | 1189                          |
| Budyně nad Ohří    | poddanské, panské město, panství Budyně nad Ohří    | 388                             | 185                   | 1142                            | 1168                          |

### Městečka
| Jméno městečka | stav                                                 | počet budov roku 1830 | obyvatelstvo přítomné roku 1830 | obyvatelstvo domácí roku 1830 |
| -------------- | ---------------------------------------------------- | --------------------- | ------------------------------- | ----------------------------- |
| Unhošť         | městys pod protekcí cís. a král. panství Křivoklátu  | 178                   | 1200                            | 1270                          |
| Kladno         | poddanské, panské městečko, panství Kladno           | 163                   | 1068                            | 1086                          |
| Buštěhrad      | poddanské, panské městečko, panství Buštěhrad        | 150                   | 1034                            | 990                           |
| Mšec           | poddanské, panské městečko, panství Mšec             | 110                   | 882                             | 885                           |
| Panenský Týnec | poddanské, duchovní městečko, panství Panenský Týnec | 108                   | 745                             | 740                           |
| Vraný          | poddanské, panské městečko, statek Vraný             | 128                   | 712                             | 727                           |
| Slavětín       | poddanské, rytířské městečko, statek Slavětí         | 88                    | 471                             | 486                           |